# Parque nacional Monte Jerusalén

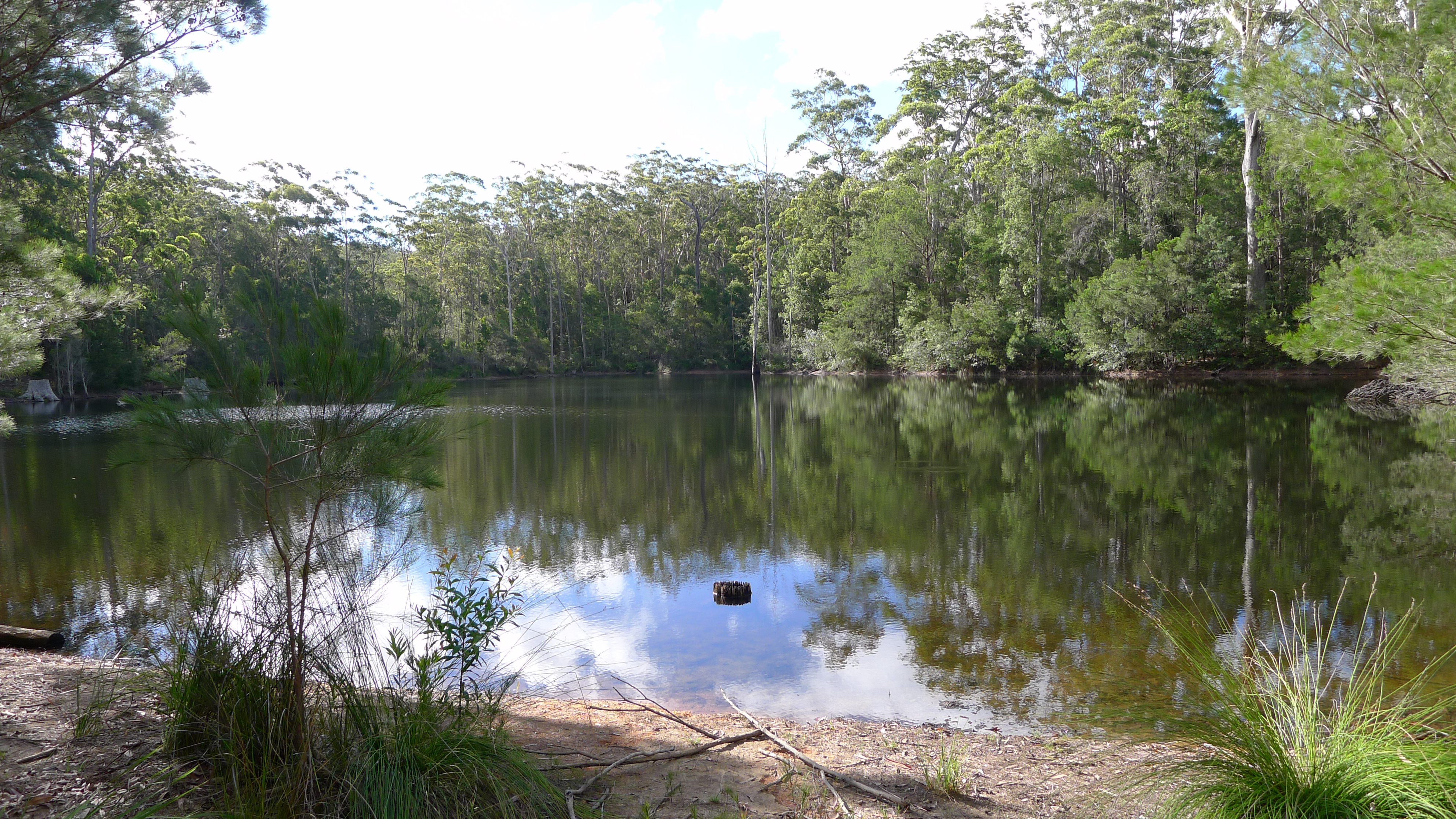
Fotografía del Parque nacional monte Jerusalén en diciembre del 2014

El Parque Nacional Monte Jerusalén (Mount Jerusalem National Park) es un parque nacional en Nueva Gales del Sur (Australia), ubicado a 635 km al norte de Sídney.

## Ficha
- Área: 52 km²
- Coordenadas: 28°29′04″S 153°21′28″E / -28.48444, 153.35778
- Fecha de creación: 22 de diciembre de 1995
- Administración: Servicio Para la Vida Salvaje y los Parques Nacionales de Nueva Gales del Sur
- Categoría IUCN: II